# Nässkatören
Nässkatören är en ö i Åland (Finland). Den ligger i Bottenhavet, Skärgårdshavet eller Ålands hav och i kommunen Eckerö i landskapet Åland, i den sydvästra delen av landet. Ön ligger omkring 32 kilometer nordväst om Mariehamn och omkring 300 kilometer väster om Helsingfors.
Öns area är 5 hektar och dess största längd är 0,5 kilometer i nord-sydlig riktning. I omgivningarna runt Nässkatören växer i huvudsak barrskog.
Runt Nässkatören är det glesbefolkat, med 8 invånare per kvadratkilometer.